# مهرنوش (داستان ماهوی سوری)
مهرنوش در شاهنامه نام خردمندی است که از ماهوی سوری خواست تا از اندیشهٔ کشتن یزدگرد سوم دوری نماید.

## روایت شاهنامه
فردوسی در صحنه‌ای غم انگیز از شاهنامه، ماجرای پند دادن او به ماهوی سوری را اینگونه آغاز می‌کند:
| چو بنشست، گریان بشد مهرنوش |  | پُر از درد، با ناله و با خروش |

## روایتی دیگر
در مقاله‌ای مبسوط در مجله یغما (دی ماه ۱۳۲۹ خورشیدی) که به واقعهٔ قتل یزدگرد و داستان ماهوی سوری اختصاص دارد، به شکل مفصل‌تری به این وقایع و نقش مهرنوش و دیگر موبدان خردمند و فرزانه ایرانی در این واقعه اشاره رفته است:
یزدگرد چون خود را تنها دید، گریخت تا به آسیائی رسید. شب در آنجا بماند، بامداد آسیابان که خسرو نام داشت، بیامد و از او پذیرائی کرد، یزدگرد او را بیرون فرستاد تا برسم از شاخهٔ درخت هوم بچیند و برای عبادت و سرود خواندن نزد وی آورد. آسیابان در پی برسم می‌گشت که فرستادگان ماهوی او را یافته و از قضایا مطلع شده و او را با خود نزد ماهوی بردند و ماهوی چون نشان یزدگرد بدانست، آسیابان را گفت بازگرد و وی را بکش، وگرنه تو را می‌کشم...
فردوسی در این بخش از روایت خویش و در توصیف مجلسی که ماهوی سوری در آن دستور قتل یزدگرد را صادر کرده به حضور مهرنوش به‌عنوان موبدی فرزانه و خردمند اشاره کرده و بیان نموده که مهرنوش و جمعی دیگر از موبدان ماهوی را از این تصمیم بر حذر داشته‌اند:
موبدی رادوی نام در آن مجلس بود و نیز هرمزدخراد و مهرنوش و موبدان دیگر که بودند، او را پند دادند و سرزنش کردند، ولی کارگر نیفتاد و [ماهوی] آسیابان را با سوارانی چند فرستاد، آسیابان دشنه‌ای بر تهیگاه یزدگرد زد، و کار او بساخت...

## درباره او
گرچه در دیگر منابع تاریخی و کهنی که به واقعهٔ قتل یزدگرد و ماجرای ماهوی سوری پرداخته‌اند، به اندازه روایت فردوسی در شاهنامه به مهرنوش پرداخته نشده و روایات آن منابع جزئیات این وقایع را مد نظر قرار نداده‌اند، امّا قرائن حاکی از آن است که اهمیت مهرنوشِ خردمند و دیگر موبدانی که ماهوی را از قتل یزدگرد بازداشته‌اند، معیار اصلی در پرداختن فردوسی به شخصیت مهرنوش در شاهنامه بوده است.
سید محمد طاهری شهاب ضمن مقاله‌ای مبسوط در مجله یغما، با عنوان ماهوی سوری به تفاوت روایت فردوسی از این واقعه نسبت به روایات سایر مورخین اشاره داشته و می‌نویسد:
مورخین را عقاید [دربارهٔ نحوهٔ کشته شدن یزدگرد] متفاوت است و هیچیک از مورخین به جز فردوسی برای وی دلسوزی نکرده‌اند و حتی نسبت ضعف و جبن و بددلی به او می‌دهند...
به نظر می‌رسد که ماهیت دلسوزانه و همدلانه‌ای که فردوسی در روایت خویش از واقعهٔ مرگ یزدگرد نسبت به این آخرین پادشاه ساسانی اتخاذ کرده، موجب شده که نقش موبدانی چون مهرنوش در این واقعه پررنگتر گردد، چرا که در جریان صدور فرمان قتل یزدگرد توسط ماهوی سوری این تنها موبدان خردمند و فرزانه‌ای چون مهرنوش بوده‌اند که ماهوی را از این تصمیم برحذر داشته‌اند و عواقب چنین انفاق شومی را به وی گوشزد کرده‌اند.